# Tita Mandeleau
Tita Mandeleau, pseudonyme de Danièle Saint-Prix Brigaud, née en 1937 en Martinique, est une écrivaine sénégalaise.

## Biographie
Elle est née sous le nom de Danièle Saint-Prix, en 1937 à Fort-de-France, en Martinique. Elle y passe sa petite enfance avec sa mère. Elle fréquente l'école primaire aux Antilles. En 1947, après la fin de la Seconde Guerre mondiale, son père quitte l’armée et devient magistrat dans l’Outre-mer français. La famille s’installe en Afrique et suit les affectations successives de ce père.  Elle vit ainsi à Saint-Louis (où son père est devenu président du tribunal en 1947), Dakar et Bamako puis arrive à Paris. En 1991, elle s'installe à New York avec son mari, Fernand Brigaud, originaire de Saint-Louis, cadre supérieur d’Air Afrique et d’Air Sénégal. Le couple a quatre enfants, dont Annejo Brigaud, réalisatrice, et Véronique Brigaud,,.
Tita Mandeleau a écrit principalement Signare Anna, ou Le voyage aux escales, un roman historique, édité par les Nouvelles Éditions africaines du Sénégal, en 1991. La même année, l’ouvrage se voit attribuer le Grand prix du Président de la république du Sénégal pour les arts et les lettres. Le pseudonyme qu'elle se choisit pour écrire est en hommage à sa mère dont le prénom était Tatiana, le diminutif Tita, et un des surnoms «Maman dlo», c'est-à-dire la mère de l'eau, la sirène. 
Cette œuvre n’est pas une étude historique mais une œuvre littéraire avec un travail sur le langage : emploi de noms propres et de noms communs spécifiques à un espace et à une époque déterminée, empruntés quelquefois aux langues locales, variation des dénominations  des lieux et des personnages, recours à des interjections africaines ou européennes, ... Le roman se situe dans la période de la traite des noirs, notamment vers les Antilles. Il s’intéresse plus particulièrement aux métis de Saint-Louis lors de la prise de contrôle de ce territoire par les Anglais au milieu du XVIIIe siècle, pendant la guerre de Sept Ans, et notamment au rôle des femmes commerçantes et métisses, les signares, de ce comptoir de Saint-Louis. Tita Mandeleau y donne un aperçu des expériences vécues par les femmes, plutôt que des désirs ou des idéologies des hommes, et dresse un portrait de cette communauté de plus en plus autonome, tout en approfondissant les causes et les effets de son déclin économique,,. Le sous-titre, « le voyage aux escales », fait référence aux périples des  navires des négociants saint-louisiens le long du fleuve du Sénégal. Ce n’est pas la première œuvre consacrée aux signares : outre les « Chants pour Signare » de Léopold Sédar Senghor, Maryse Condé, « guadeloupéenne indépendantiste », évoque la communauté des signares dans son roman historique Ségou, paru quelques années auparavant, mais ce roman de Tita Mandeleau marque les esprits par sa description de ses femmes.